# Saint-Amant-Tallende
Saint-Amant-Tallende è un comune francese di 1 868 abitanti situato nel dipartimento del Puy-de-Dôme nella regione dell'Alvernia-Rodano-Alpi. Essa vanta di essere la città natale di Jean-Marie Villot, segretario di Stato della Santa Sede.

## Società

### Evoluzione demografica
Abitanti censiti